# Luke Fischer
Lucas Fischer, detto Luke (Germantown, 29 ottobre 1994), è un cestista statunitense con cittadinanza armena.